# Ming Xi

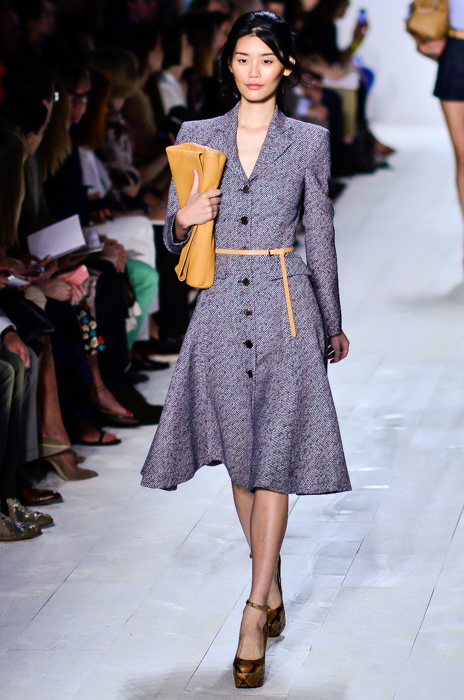
Ming Xi

Ming Xi (chinesisch 奚梦瑶; * 8. März 1989 in Shanghai als Xi Mengyao) ist ein chinesisches Model.

## Karriere
Ming Xi studierte Modedesign an der Ostchina-Universität. 2009 nahm sie am Modelwettbewerb Elite Model Look teil, bei dem sie den dritten Platz belegte. Kurze Zeit später wurde sie für die Marke Givenchy entdeckt. Es folgten Shows von Chanel, Louis Vuitton und Dior.
In Werbekampagnen stand sie für Hennes & Mauritz, Max Mara oder Diesel vor der Kamera. Als Covermodel war sie auf verschiedenen Ausgaben der Vogue zu sehen. Von 2013 bis 2018 wirkte sie an den Victoria’s Secret Fashion Shows mit.